# آگیلاس
 آگیلاس (به اسپانیایی: Águilas) یکی از شهرداری‌های کومارکای شرقی و در بخش خودمختار مورسیا در کشور اسپانیا قرار دارد. تا سال ۲۰۱۰ مساحت این شهرداری ۲۵۱ کیلومتر مربع و جمعیت آن ۳۴۹۰۰  تَن می‌باشد.